# Cocoa Touch
Cocoa Touchは、iOSを使用しているデバイスで動くフレームワークである。
Cocoa Touchは、Objective-CのFoundationフレームワークの上に、iOSの固有機能をまとめたUIKitというフレームワークを搭載している。
Appleから無償で使えるiOS SDKという開発キットの一部となっており、同ソフトで開発ができる。